# برلمان فويفودينا
برلمان فويفودينا أو مجلس النواب في فويفودينا 
فويفودينا هي مقاطعة صربية ذاتية الحكم
 تقع في شمال صربيا
(لغة صربية Скупштина Аутономне покрајине Војводине / Skupština Autonomne pokrajine Vojvodine)
(بالمجرية: Vajdaság Autonóm Tartomány Képviselőháza)‏
(بالرومانية: Adunarea Provinciei Autonome Voivodina)‏
(بالسلوفاكية: Zhromaždenie Autonómnej pokrajiny Vojvodiny)‏
مجلس النواب في المقاطعة هو أعلى سلطة تشريعية فيها ويتألف من 120 نائب يتم أنتخابهم من قبل الشعب حيث يعقد المجلس اجتماعاته في قصر بانوفينا في العاصمة نوفي ساد

## مكتب البرلمان
- رئيس مجلس البرلمان : استفان باستور (لغة صربية : István Pásztor) [2]
- نائب رئيس مجلس النواب : لم ينتخب بعد
- الأمين العام للمجلس : ميلوراد غاسيك (لغة صربية : Milorad Gašić) [3]

## الجماعات والأحزاب البرلمانية
أسماء الأحزاب السياسية في مقاطعة فويفودينا وعدد مقاعدها في البرلمان (بعد انتخابات 2016) :
- الحزب التقدمي الصربي SNS ) - 63 )
- الحزب الاشتراكي الصربي SPS- JS ) - 12 )
- الحزب الراديكالي الصربي SRS ) - 10 )
- الحزب الديمقراطي DS ) - 10 )
- رابطة الديمقراطيين الاشتراكيين في فويفودينا LSV ) - 9 )
- حركة طفح الكيل DJB ) - 7 )
- تحالف الهنغاريين في فويفودينا SVM ) - 7 )

## قائمة رؤساء البرلمان في فويفودينا

### مقاطعة فويفودينا الأشتراكية (ذاتية الحكم)
| №    | الاسم (Birth–Death)                                     | صورة شخصية | مدة الحكم        | مدة الحكم        | الحزب السياسي                                                                        |
| ---- | ------------------------------------------------------- | ---------- | ---------------- | ---------------- | ------------------------------------------------------------------------------------ |
| 1    | ألكساندر سيفيتش [الإنجليزية] (1897–1975)                |            | 1945             | 1946             | الحزب الشيوعي في فويفودينا                                                           |
| 2    | ماتيجا ماتيجك [الإنجليزية]                              |            | 1946             | 1947             | الحزب الشيوعي في فويفودينا                                                           |
| 3    | إيفان ميلفينار [الإنجليزية]                             |            | 1946             | 1947             | الحزب الشيوعي في فويفودينا                                                           |
| 4    | جورجي مارينكوفيتش [الإنجليزية]                          |            | 1946             | 1947             | الحزب الشيوعي في فويفودينا                                                           |
| 5    | يوفان دورشكي [الإنجليزية]                               |            | 1947             | 1948             | الحزب الشيوعي في فويفودينا                                                           |
| 6    | جوريسا يويكيتش [الإنجليزية] (1914–1981) (المرة الأولى)  |            | 1947             | 1948             | الحزب الشيوعي في فويفودينا                                                           |
| 7    | أيسا يوفانوفيتش [الإنجليزية] (1906–1983                 |            | 1947             | 1948             | الحزب الشيوعي في فويفودينا                                                           |
| (6)  | جوريسا يويكيتش [الإنجليزية] (1914–1981) (المرة الثانية) |            | 1948             | 1950             | الحزب الشيوعي في فويفودينا                                                           |
| 8    | Petar Milovanović                                       |            | 1950             | 1951             | الحزب الشيوعي في فويفودينا                                                           |
| 9    | Danilo Kekić (1918–)                                    |            | 1951             | 1953             | في عام 1952 تم تغيير اسم الحزب الشيوعي في فويفودينا إلى رابطة الشيوعيين في فويفودينا |
| 10   | Luka Mrkšić (1899–1976)                                 |            | نيسان 1953       | كانون الأول 1952 | رابطة الشيوعيين في فويفودينا                                                         |
| 11   | Stevan Doronjski (1919–1981)                            |            | كانون الأول 1953 | 18 تموز 1963     | رابطة الشيوعيين في فويفودينا                                                         |
| 12   | Radovan Vlajković (1922–2001)                           |            | 18 تموز 1963     | 20 نيسان 1967    | رابطة الشيوعيين في فويفودينا                                                         |
| 13   | Ilija Rajačić (1923–2005)                               |            | 20 نيسان 1967    | 5 حزيران 1973    | رابطة الشيوعيين في فويفودينا                                                         |
| 14   | Sreten Kovačević (1920–)                                |            | 5 حزيران 1973    | تشرين الأول 1974 | رابطة الشيوعيين في فويفودينا                                                         |
| 15   | Vilmoš Molnar (1930–2011)                               |            | 1974             | 1982             | رابطة الشيوعيين في فويفودينا                                                         |
| 16   | Đorđe Stojšić                                           |            | 1982             | 1983             | رابطة الشيوعيين في فويفودينا                                                         |
| 17   | Ištvan Rajcan                                           |            | 1983             | 1984             | رابطة الشيوعيين في فويفودينا                                                         |
| 18   | Dobrivoj Radić (1st time)                               |            | 1984             | 1985             | رابطة الشيوعيين في فويفودينا                                                         |
| 19   | Rudi Sova                                               |            | 1985             | 1986             | رابطة الشيوعيين في فويفودينا                                                         |
| (18) | Dobrivoj Radić (2nd time)                               |            | 1986             | 1988             | رابطة الشيوعيين في فويفودينا                                                         |
| 20   | Živan Marelj (1938–)                                    |            | 1988             | 1989             | رابطة الشيوعيين في فويفودينا                                                         |
| 21   | Janoš Šreder                                            |            | 1989             | 1989             | رابطة الشيوعيين في فويفودينا                                                         |
| 22   | Branko Kljajić                                          |            | 1989             | 1991             | رابطة الشيوعيين في فويفودينا                                                         |
| 23   | Verona Ádám Bokros (1948–)                              |            | 1989             | 1991             | رابطة الشيوعيين في فويفودينا                                                         |

### مقاطعة فويفودينا المتمتعة بالحكم الذاتي
| № | الاسم (Birth–Death)        | الصورة الشخصية | Elected   | مدة الحكم            | مدة الحكم            | الحزب السياسي                               |
| - | -------------------------- | -------------- | --------- | -------------------- | -------------------- | ------------------------------------------- |
| 1 | Damnjan Radenković (1939–) |                | —         | 1991                 | 1992                 | الحزب الاشتراكي الصربي                      |
| 2 | Svetislav Krstić (1955–)   |                | 1992      | 1992                 | 1993                 | الحزب الاشتراكي الصربي                      |
| 3 | Milutin Stojković (1942–)  |                | 1996      | 1993                 | 9 كانون الثاني 1997  | الحزب الاشتراكي الصربي                      |
| 4 | Živorad Smiljanić (1942–)  |                | —         | 9 كانون الثاني 1997  | 23 تشرين الثاني 2000 | الحزب الاشتراكي الصربي                      |
| 5 | Nenad Čanak (1959–)        |                | 2000      | 23 تشرين الثاني 2000 | 30 تشرين الثاني 2004 | رابطة الديمقراطيين الاشتراكيين في فويفودينا |
| 6 | Bojan Kostreš (1974–)      |                | 2004      | 30 تشرين الثاني 2004 | 16 تموز 2008         | رابطة الديمقراطيين الاشتراكيين في فويفودينا |
| 7 | Sándor Egeresi (1964–)     |                | 2008      | 16 تموز 2008         | 22 حزيران 2012       | تحالف الهنغاريين في فويفودينا               |
| 8 | István Pásztor ‏ (1956–)    |                | 2012 2016 | 22 حزيران 2012       | Incumbent            | تحالف الهنغاريين في فويفودينا               |